# Indicateur à queue en lyre
Melichneutes robustus
Genre
Espèce
Statut de conservation UICN

 LC  : Préoccupation mineure
L'Indicateur à queue en lyre (Melichneutes robustus) est une espèce d'oiseau de la famille des Indicatoridae, seule représentante du genre Melichneutes. C'est une espèce monotypique.
Cet oiseau vit est répandu en Afrique équatoriale.